# Thamnocalamus
Thamnocalamus is een geslacht van de tribus Bambuseae uit de grassenfamilie (Poaceae). De soorten van dit geslacht komen voor in Afrika, gematigd Azië en tropisch Azië.

## Soorten
Van het geslacht zijn de volgende vier soorten bekend:
- Thamnocalamus arunachalensis
- Thamnocalamus chigar
- Thamnocalamus crassinodus
- Thamnocalamus spathiflorus